# Tipula (Lunatipula) cinerella
Tipula (Lunatipula) cinerella is een tweevleugelige uit de familie langpootmuggen (Tipulidae). De soort komt voor in het Palearctisch gebied.